# 亢池一
亢池一（牧夫座20，20 Boo）是牧夫座的一颗恒星，视星等为+4.835，距离地球约180光年。